# Natalie Andersson-Meijerhelm
Ulrika Natalia Teresia (Natalie) Andersson-Meijerhelm, född von Meijerhjelm 1 september 1846 på Hammarstens gård i Grums socken, död 22 februari 1922 i Paris, var en svensk ungdomsledare.
Andersson-Meijerhelm grundade 1885 svenska KFUK. Hon var aktiv inom sedlighetsrörelsen och engagerade i kvinnofrågan, därutöver även i sociala och religiösa verksamheter. Andersson-Meijerhjelm var en av initiativtagarna till "Federationen", en rörelse mot reglementerad prostitution.
Hon var gift med Karl August Andersson-Meijerhelm.